# Rebecca Latimer Felton

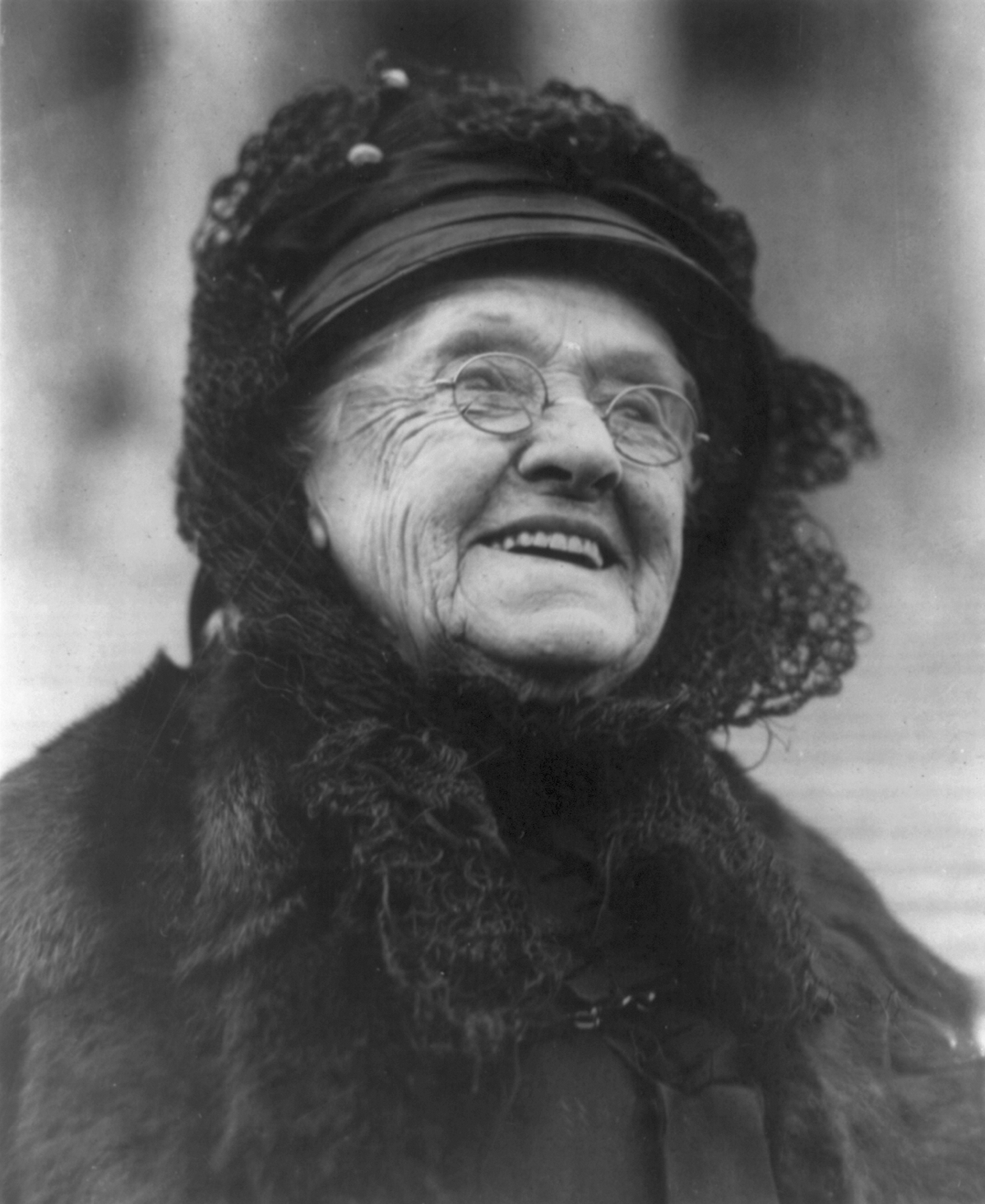
Rebecca L. Felton em 18 de novembro de 1922.

Rebecca Ann Latimer Felton (Decatur, 10 de junho de 1835 — Atlanta, 24 de janeiro de 1930) foi uma escritora, professora, reformista e, durante pouco tempo, uma política que se tornou a primeira mulher a ser membro do Senado dos Estados Unidos, nomeada em 21 de novembro de 1922, e ocupando o cargo no dia seguinte.
Aos 87 anos de idade, foi também a senadora novata mais velha a ingressar no senado.
Em seus últimos anos de vida, Felton se tornou escritora e professora de Cartersville, Georgia. Faleceu em Atlanta, em 1930. Seu corpo foi enterrado no cemitério de Oak Hill, em Cartersville.